# Método captura-recaptura

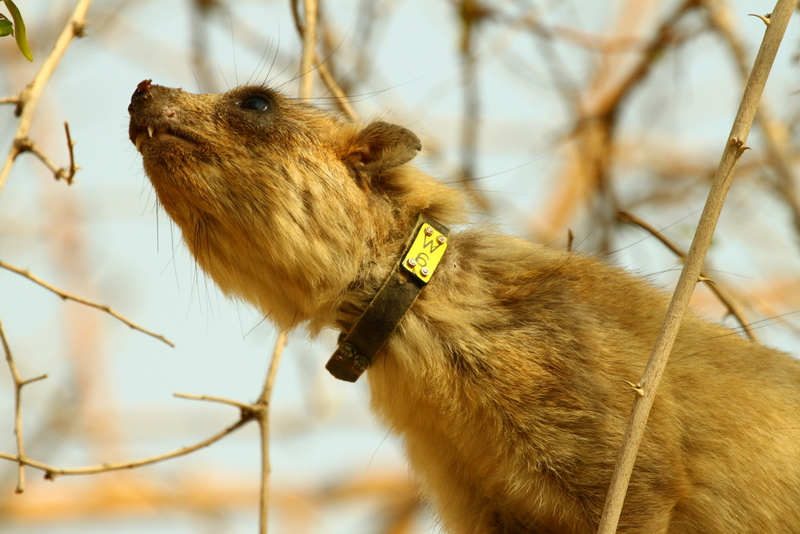
Hírace com colar de identificação.

O método captura-recaptura, marcação-recaptura ou captura-marcação-recaptura é uma técnica científica, utilizada especialmente nas disciplinas de ecologia e epidemiologia, para estimar o tamanho de uma população animal, as suas características, e estudar o padrão de doenças, respectivamente.
O que faz é capturar uma parte da população, que é marcada e depois libertada. Posteriormente, outra parcela será capturada e é contado o número de indivíduos marcados na amostra. Como o número de indivíduos marcados na segunda amostra deve ser proporcional ao número de indivíduos marcados em toda a população, pode ser obtida uma estimativa do tamanho total da população dividindo o número de indivíduos marcados pela proporção de indivíduos marcados na segunda amostra. O método assume, correta ou incorretamente, que a probabilidade de captura é a mesma para todos os indivíduos. Outros nomes dados a este método ou métodos intimamente relacionados são: captura-recaptura, captura-marcação-recaptura, marcação-recaptura, avistamento-reavistamento, marcação-liberação-recaptura, estimativa de sistemas múltiplos, método Petersen e método Lincoln.
Outra aplicação importante para esses métodos está na epidemiologia, onde são usados para estimar a integridade da verificação dos registos de doenças. As aplicações mais comuns consistem em estimar o número de pessoas que necessitam de determinados serviços (por exemplo, serviços para crianças com dificuldades de aprendizagem, serviços para idosos medicamente vulneráveis que vivem na comunidade) ou com condições específicas (por exemplo, viciados em drogas, pessoas infectadas com HIV etc.).

## Notação
Designaremos portanto:
N = Número de animais na população
n = Quantidade de animais marcados na primeira visita
K = Número de animais capturados na segunda visita
k = Número de animais recapturados que foram marcados
Suponhando que um biólogo queira estimar o tamanho de uma população de tartarugas num lago. Para isso, captura 10 tartarugas na sua primeira visita ao lago e marca a suas costas com tinta. Uma semana depois ele volta ao lago e pega 15 tartarugas. Cinco dessas 15 apresentam a marca de tinta na carapaça, indicando que são animais recapturados. Neste exemplo (n, K, k) = (10, 15, 5). O problema é estimar N.

## Estimador Lincoln – Petersen
O método Lincoln-Petersen' (também chamado de índice de Petersen – Lincoln ou índice Lincoln) pode ser usado para estimar o tamanho da população se se fizerem apenas duas visitas à área de estudo. Este método assume que a população estudada é “fechada”. Por outras palavras, as duas visitas à área de estudo são suficientemente e num curto espaço de tempo para que nenhum indivíduo morra, nasça ou entre ou saia da área de estudo entre as visitas. O modelo também pressupõe que nenhuma das marcações caia ou seja apagada dos animais entre as visitas, e que o pesquisador registou corretamente todas as marcas.
Dadas essas condições, o tamanho estimado da população é:
{\displaystyle {\hat {N}}={\frac {nK}{k}},}

### Derivação
Assume-se que todos os indivíduos têm a mesma probabilidade de serem capturados na segunda amostra, independentemente de terem sido capturados anteriormente na primeira amostra (com apenas duas amostras esta suposição não pode ser testada diretamente).
Isto implica que na segunda amostra a proporção de indivíduos marcados que são capturados ({\displaystyle k/K}) deve ser igual à proporção da população total que está marcada ({\displaystyle n/N}). Por exemplo, se metade dos indivíduos marcados fossem recapturados, assumir-se-ia que metade da população total estaria incluída na segunda amostra.
Em símbolos,
{\displaystyle {\frac {k}{K}}={\frac {n}{N}}.}
que operando também pode ser escrito
{\displaystyle {\hat {N}}={\frac {nK}{k}},}
que é a fórmula usada no método Lincoln – Petersen.

### Cálculo da mostra
No exemplo (n, K, k) = (10, 15, 5) e o método Lincoln–Petersen estima que existem 30 tartarugas no lago.
{\displaystyle {\hat {N}}={\frac {nK}{k}}={\frac {10\times 15}{5}}=30}

## Estimativa Chapman
O estimativa Lincoln-Petersen não é assintoticamente tendenciosa à medida que a amostra se aproxima do infinito, mas é tendenciosa com tamanhos de amotras pequenos. Uma estimativa alternativa menos tendenciosa do tamanho da população é a estimativa de Chapman :
{\displaystyle {\hat {N}}_{C}={\frac {(n+1)(K+1)}{k+1}}-1}